# Siège du nord de Gaza
Invasion israélienne de la bande de Gaza
Batailles
Chronologie
- 2023
- 2024

Engagements militaires
- Attaque du Hamas contre Israël
  - Réïm
  - Sdérot
  - Sufa
  - Zikim
- Guerre Israël-Hezbollah
  - Invasion israélienne du Liban
- Invasion israélienne de la bande de Gaza
  - Beit Hanoun
  - Siège de Gaza
    - Hôpital Al-Shifa
    - Shuja'iyya

  - Khan Younès
- Incursions israéliennes en Cisjordanie
- Rafah

Attaques et massacres
- Festival de musique de Réïm
- Netiv HaAsara
- Alumim
- Be'eri
- Ein Hashlosha
- Holit
- Kfar Aza
- Kissoufim
- Nahal Oz
- Nir Oz
- Nirim
- Nir Yitzhak
- Camp de Jabaliya
  - Attaque du 31 octobre
- Al-Shati
- Tour Hajji
- Évacuations de Gaza
- Poste de frontière d'Erez
- Hôpital Al-Ahli Arabi
- École de l'UNRWA
- Église Saint-Porphyre
- Convoi médical d'Al-Shifa
- Camp d'Al-Maghazi
- École Al-Buraq
- Massacre de la farine
- Tel al-Sultan

Débordement
- Implication des Houthis
  - Attaques de Taba et Nuweiba
  - Détournement du Galaxy Leader
  - Opération Gardien de la prospérité
  - Attaque du Maersk Hangzhou
  - Frappes au Yémen
  - Opération Aspides
- Attaques des bases américaines au Proche-Orient
  - Tour 22
  - Bombardements du 3 février 2024
- Assassinat de Saleh al-Arouri
- Conflit Iran-Israël
  - Damas
  - Bombardements d'avril 2024
  - Bombardements d'octobre 2024

Voir aussi
- Crise humanitaire
- Enlèvements
- Blocus de la bande de Gaza
- Crimes de guerre
- Pertes humaines
- Évacuations
  - Nord de la bande de Gaza
- Couverture médiatique
- Réactions internationales
- Manifestations
- Anti-palestinisme
- Islamophobie
- Antisémitisme

Le siège du nord de Gaza, est un engagement de la guerre entre Israël et le Hamas dans le gouvernorat de Gaza-Nord, dans la bande de Gaza, entre Israël et les forces palestiniennes dirigées par le Hamas. Il commence le 5 octobre 2024 lorsque les Forces de défense israéliennes (FDI) envahissent Jabaliya et son camp de réfugiés pour la première fois depuis des mois,. Un cessez-le-feu entre Israël et le Hamas entre en vigueur le 19 janvier 2025, l'armée israélienne se retirant du nord de Gaza vers une zone tampon le long de la frontière entre la bande de Gaza et Israël le même jour.
Le siège fait partie du "plan des généraux (en)" israéliens pour forcer les Palestiniens à quitter le nord de Gaza en le désignant comme zone de combat et en donnant des ordres d'évacuation aux civils sous peine de mort. L'armée israélienne impose un siège complet au nord de Gaza, le coupant de la ville de Gaza en détruisant la plupart des routes menant au sud et en empêchant l'entrée de l'aide humanitaire,. Les villes sont presque entièrement détruites. Les évacuations sont cependant entravées par les bombardements israéliens et les tirs sur les civils en fuite, laissant de nombreux prisonniers. Des groupes de défense des droits de l'homme font part de leurs inquiétudes quant aux crimes de guerre, et les actions israéliennes sont qualifiées de nettoyage ethnique et de génocide,. Israël attaque des hôpitaux et des infrastructures médicales, alors que les organismes internationaux mettent en garde contre les conditions désastreuses à Jabaliya.

## Contexte
La zone est habitée par 1,3 million de personnes avant la guerre.
Des combats entre militants palestiniens et l'armée israélienne ont lieu à Beit Hanoun et à Jabaliya depuis le 27 octobre 2023 et le 8 novembre 2023, respectivement. L'armée israélienne lance également des raids à Beit Lahia, dont les sièges de l'hôpital Kamal Adwan (en) en décembre 2023 et mai 2024,,.
Depuis janvier 2024 l’UNRWA (l’agence onusienne chargée des réfugiés palestiniens) n’est plus autorisée à livrer de l’aide alimentaire dans le nord de Gaza.
L'armée israélienne rencontre une "résistance significative" lors des combats à Jabaliya et ne réussit finalement pas à démanteler la présence du Hamas dans la ville.
Le 31 mai 2024, l'armée israélienne se retire du nord de Gaza, y compris de Beit Hanoun et de Jabaliya,.
Au cours des quatre mois qui suivent le retrait israélien, le Hamas aurait reconstitué ses forces à Jabaliya et réussit à recruter des milliers de nouveaux combattants dans la région.

## Siège

### Deuxième bataille de Jabaliya
Environ 430 000 personnes vivent en octobre 2024, au début de la nouvelle offensive israélienne, dans les ruines de Jabaliya selon une estimation de l'ONU. Dès la fin septembre ou le début octobre, l’approvisionnement en eau et en nourriture est totalement coupé. Un quartier du nord est intégralement détruit le 7 octobre, et la dernière boulangerie du secteur le 8 octobre. Les habitants cherchant à fuir sont pris pour cibles, tandis que l'approvisionnement en aide humanitaire et en matériel médical est bloqué, : les deux routes indiquées par les autorités israéliennes pour l'évacuation comme sûres, les avenues Al-Rachid et Salaheddine, sont aussi des cibles pour l’armée israélienne et survolées par des drones et la cible des tireurs d'élite israéliens. Dix-sept personnes, dont neuf enfants, sont tués lors des bombardements israéliens le 6 octobre 2024. D'autres bombardements visant des écoles reconverties en centres pour réfugiés font trente morts le 11 octobre. L’hôpital de la ville est aussi bombardé, ainsi que les équipes de secours. En une semaine, au moins cent-trente personnes sont tuées. Le 14 octobre, au moins onze personnes sont tuées par des tirs israéliens. Au 20 octobre, après deux semaines de bombardements, on dénombre plus de 400 morts. Un membre de Médecins sans frontières fait partie des victimes, a annoncé l'ONG. Au 23 octobre, plus de 700 personnes ont été tuées. Les enterrements ne pouvant souvent plus avoir lieu, les corps des victimes sont dévorés par les chiens errants. Un bombardement le 10 novembre fait au moins 25 morts, dont 13 enfants.
Parmi les quatre journalistes encore présents dans le secteur début octobre, un a été tué et deux blessés gravement par les tirs de l'armée israéliennes, intentionnels semble-t-il. Seul un exerce encore, s’attendant à mourir.
L'armée israélienne commence à autoriser l'évacuation de plusieurs dizaines de milliers de personnes à partir du 21 octobre. Les personnes autorisées à partir ont d'abord été interrogées sur leur entourage et leurs voisins afin de livrer les noms de ceux travaillant avec le Hamas. Beaucoup sont victimes de violences au cours de leur interrogatoire. 

### Beit Lahia et Beit Hanoun
A Beit Hanoun, un bombardement a frappé une famille, les Kahlout, tuant 25 personnes le 9 décembre 2024.

## Impact et attaques sur les civils

### Ciblage des civils
Plusieurs témoignages, corroborés par des vidéos authentifiées, font état de l’utilisation par l’armée israélienne de la tactique de la « double frappe », consistant à bombarder à nouveau une zone quelques minutes après une première attaque, dans le but de maximiser les victimes en visant à la fois les survivants et les personnes venues leur porter secours.

## Impacts humanitaires
Caroline Seguin, coordinatrice d’urgence à Médecins sans frontières pour Gaza, rapporte que « les gens arrivent complètement traumatisés de ce qu’ils ont pu vivre dans le nord de Gaza. Certains de nos collègues sont sortis, ils ont vraiment cru qu’ils allaient tous mourir. Ils ont été encerclés par les Israéliens, forcés à partir. Même de jeunes enfants ont été séparés de leur mère pour être inspectés par les soldats qui les mettaient tous en joue, avec des tanks juste à côté d’eux ». Beaucoup dorment dans la rue. Dans la ville de Gaza, les réfugiés survivent « dans des bâtiments à moitié détruits, où il fait très froid, traversés par le vent et la pluie ». Certains ont érigé des tentes de fortune dans le stade de la ville. 

### Hôpitaux et soins de santé
Les trois hôpitaux du nord de Gaza ont tous été attaqués par les forces armées israéliennes. L’hôpital Kamal-Adwan a été visé par des tirs, des bombardements et des obus à quatre reprises, entre le 3 et le 7 décembre, tuant quatre médecins, un garçon de 16 ans, qui était sur une chaise roulante, et deux autres personnes. Le 6 décembre, 33 personnes ont été tuées autour de l’établissement.
Cinquante personnes, dont cinq membres du personnel, sont tués le 26 décembre dans des bombardements israéliens autour de l’hôpital Kamal-Adwan. L’hôpital est vidé par l'armée israélienne et en partie détruit lors dans raid le 27 décembre ; 240 personnes, dont le directeur de l'hôpital et des dizaines de membres du personnel médical sont arrêtées. Les patients dans un état critiques ont été transférés à l'hôpital indonésien, qui a été décrit comme « détruit et non fonctionnel », et les médecins ont été empêchés de les y rejoindre. L'OMS s'est déclarée « consternée » par le raid et a estimé que « le démantèlement systématique du système de santé [...] met en danger la vie des 75 000 Palestiniens qui restent dans la région ». Plus aucun hôpital n'est encore fonctionnel dans le nord de Gaza après ce raid. Le Comité international de la Croix-Rouge (CICR) annonce fin décembre que le système sanitaire dans le nord de Gaza a été « anéanti » et les hôpitaux sont « complètement inopérants ».

## Réactions

### En Israël
En Israël, des dirigeants politiques, dont des ministres, appellent publiquement à la colonisation du nord de la bande de Gaza après la guerre, ce qui pourrait expliquer pourquoi l'armée israélienne cherche à vider Jabaliya et les localités alentour de l'ensemble de leurs habitants.
Certaines voix israéliennes, comme l’organisation non gouvernementale israélienne B’Tselem et l’ancien ministre de la Défense Moshe Yaalon, accusent l'armée israélienne de crimes de guerre et de nettoyage ethnique.

### À l'international
La responsable de l'ONU pour l'aide humanitaire dénonce à la mi-octobre les « horreurs indescriptibles » subies par les habitants et a appelé, de même que l'OMS et Médecins sans frontières, au « respect du droit humanitaire international » qui prévoit notamment que les civils et les infrastructures de santé soient épargnés. Les forces israéliennes ont refusé toutes les demandes d'accès de l'ONU pour secourir les personnes blessées piégées sous les décombres. Volker Türk, le Haut-commissaire aux droits de l'homme de l'ONU, affirme fin octobre que les actions d'Israël pourraient s'apparenter à « des atrocités criminelles ».